# Катастрофа Boeing 720 под Эль-Кайсумой
Катастрофа Boeing 720 под Эль-Кайсумой — авиационная катастрофа пассажирского самолёта Boeing 720-023B ливанской авиакомпании Middle East Airlines в результате террористического акта, произошедшая в четверг 1 января 1976 года близ Эль-Кайсумы (Саудовская Аравия), при этом погиб 81 человек. Крупнейшая авиакатастрофа в истории авиации Ливана.

## Самолёт
Boeing 720-023B с заводским номером 18020 и серийным 165 был выпущен компанией Boeing 23 сентября 1960 года. Авиалайнер получил бортовой номер N7534A и был передан заказчику — авиакомпании American Airlines, в которую поступил 10 октября и где получил лётный номер 534. В июле 1971 года авиалайнер был отставлен от работы для ремонта, а 3 марта 1972 года продан авиакомпании Middle East Airlines в Ливан, где после перерегистрации получил номер OD-AFT. На нём были установлены четыре турбовентиляторных двигателя Pratt & Whitney JT3D-1-MC7 с водяным охлаждением и силой тяги по 17 тысяч фунтов каждый.

## Катастрофа
Лайнер выполнял международный пассажирский рейс ME438 из Бейрута (Ливан) в Маскат (Оман) с промежуточной посадкой в Дубае (ОАЭ). С 15 членами экипажа и 66 пассажирами (по другим данным, пассажиров было 67) на борту, рейс 438 вылетел из Бейрута. В предрассветных сумерках авиалайнер следовал на эшелоне 370 (11,3 км), когда в 05:30, спустя 1 час 40 минут с момента вылета, в переднем грузовом отделении прогремел взрыв. Потеряв управление, «Боинг» упал в пустыню в 37 километрах северо-восточнее поселения Эль-Кайсума (входит в состав Хафар-эль-Батина, Восточная провинция), а все на его борту погибли. По числу жертв эта авиакатастрофа на тот момент занимала первое место, среди произошедших в Саудовской Аравии, в настоящее время — шестое. Также на 2014 год катастрофа рейса 438 занимает первое место в истории авиации Ливана и второе место в истории самолётов Boeing 720 (после катастрофы близ Каира).

## Расследование
По некоторым данным, бомба была подложена в багаж боевиками из Омана. При этом таймер бомбы был установлен с таким расчётом, чтобы бомба взорвалась не во время полёта, а уже после посадки в Маскатском аэропорту, то есть убийство пассажиров не было целью боевиков. Дело в том, что рейс 438 изначально должен был выполнять Boeing 747, но у того обнаружилась техническая неисправность, в связи с чем авиакомпания была вынуждена предоставить для рейса другой самолёт — Boeing 720. Пересадка пассажиров и перегрузка багажа заняли значительное время, поэтому рейс 438 вылетел со значительным отставанием от расписания, в результате чего бомба взорвалась в тот момент, когда лайнер находился ещё в воздухе.